# Gonzalo de los Santos
Gonzalo de los Santos Da Rosa (19 de julio de 1976) es un exfutbolista uruguayo con nacionalidad española. Actualmente es entrenador, aunque permanece sin equipo desde su salida de Miramar Misiones en marzo de 2014, donde realizó su primera experiencia como entrenador.
Ha jugado en varios equipos, como CA Peñarol, CP Mérida, Málaga CF, Atlético de Madrid,  Valencia CF, RCD Mallorca y Hércules CF.

## Actualmente
Desempeñaba funciones como Gerente Deportivo de Peñarol.
También se desempeña como empresario y representante de jugadores en Europa.

## Selección nacional
De los Santos ha participado en la Selección Uruguaya de Fútbol en 38 ocasiones en los siguientes campeonatos: Copa América 1997, Copa de las Confederaciones 1997 y en la Copa Mundial FIFA 2002; convirtiendo solamente 1 gol.

## Clubes
| Club                       | País    | Año       | Partidos | Goles |
| -------------------------- | ------- | --------- | -------- | ----- |
| Peñarol                    | Uruguay | 1995-1997 | 83       | 5     |
| Mérida                     | España  | 1997-1998 | 31       | 2     |
| Málaga                     | España  | 1998-2001 | 86       | 6     |
| Valencia                   | España  | 2001-2003 | 42       | 2     |
| Atlético Madrid (préstamo) | España  | 2003-2004 | 32       | 2     |
| Valencia                   | España  | 2004      | 1        | 0     |
| Mallorca (préstamo)        | España  | 2005      | 16       | 0     |
| Hércules                   | España  | 2006-2008 | 46       | 1     |
| Peñarol                    | Uruguay | 2008-2009 | 7        | 0     |

#### Títulos nacionales
| Título              | Equipo   | País    | Año     |
| ------------------- | -------- | ------- | ------- |
| Campeonato Uruguayo | Peñarol  | Uruguay | 1995    |
| Campeonato Uruguayo | Peñarol  | Uruguay | 1996    |
| Campeonato Uruguayo | Peñarol  | Uruguay | 1997    |
| Liga Española       | Valencia | España  | 2001-02 |
| Campeonato Uruguayo | Peñarol  | Uruguay | 2009-10 |